# São Miguel do Tapuio (ort)
São Miguel do Tapuio är en ort i Brasilien.   Den ligger i kommunen São Miguel do Tapuio och delstaten Piauí, i den östra delen av landet, 1 400 km nordost om huvudstaden Brasília. São Miguel do Tapuio ligger 283 meter över havet och antalet invånare är 7 964.
Terrängen runt São Miguel do Tapuio är platt åt nordost, men åt sydväst är den kuperad. São Miguel do Tapuio ligger nere i en dal. Runt São Miguel do Tapuio är det mycket glesbefolkat, med 3 invånare per kvadratkilometer.. Det finns inga andra samhällen i närheten.
Omgivningarna runt São Miguel do Tapuio är huvudsakligen savann.